# Sun Bin
Sun Bin – nazywany również "Sun Kaleka" ze względu na fakt, iż nie posiadał on stóp. Chiński generał, strateg żyjący w Okresie Walczących Królestw w państwie Qi. Przypisuje się mu również bycie autorem 33 rozdziałów zaginionej rozprawy o prowadzeniu wojny. Rozdziały te zostały wydane pod jego nazwiskiem pod nazwą "Zaginiona Sztuka Wojenna". 
O życiu i pochodzeniu Sun Bina wiadomo niewiele, a większość informacji pochodzi z Zapisków historyka i kilku krótkich notatek przypisywanych do tego okresu. Ze względu na brak danych trudno ustalić dokładny czas życia Sun Bina, jednak przyjmując że w chwili rozpoczęcia bitwy pod Guiling (354–353 p.n.e.) miał 25 lat, można stwierdzić, że urodził się około 380 p.n.e.
Większość dostępnych źródeł przedstawia Sun Bina jako potomka Sun Zi. Powstało nawet wiele drzew genealogicznych przedstawiających pokrewieństwo Sun Bina i Sun Zi, jednak wszystkie one budzą wątpliwości.